# Pont de Maincy
El pont de Maincy és un quadre del pintor francès Paul Cézanne realitzat en oli sobre tela entre 1879 i 1880, mentre residia a Melun. Representa un pont que travessa el riu Almont, ubicat en el municipi veí de Maincy. La identificació i la datació de l'obra no va ser fàcil.

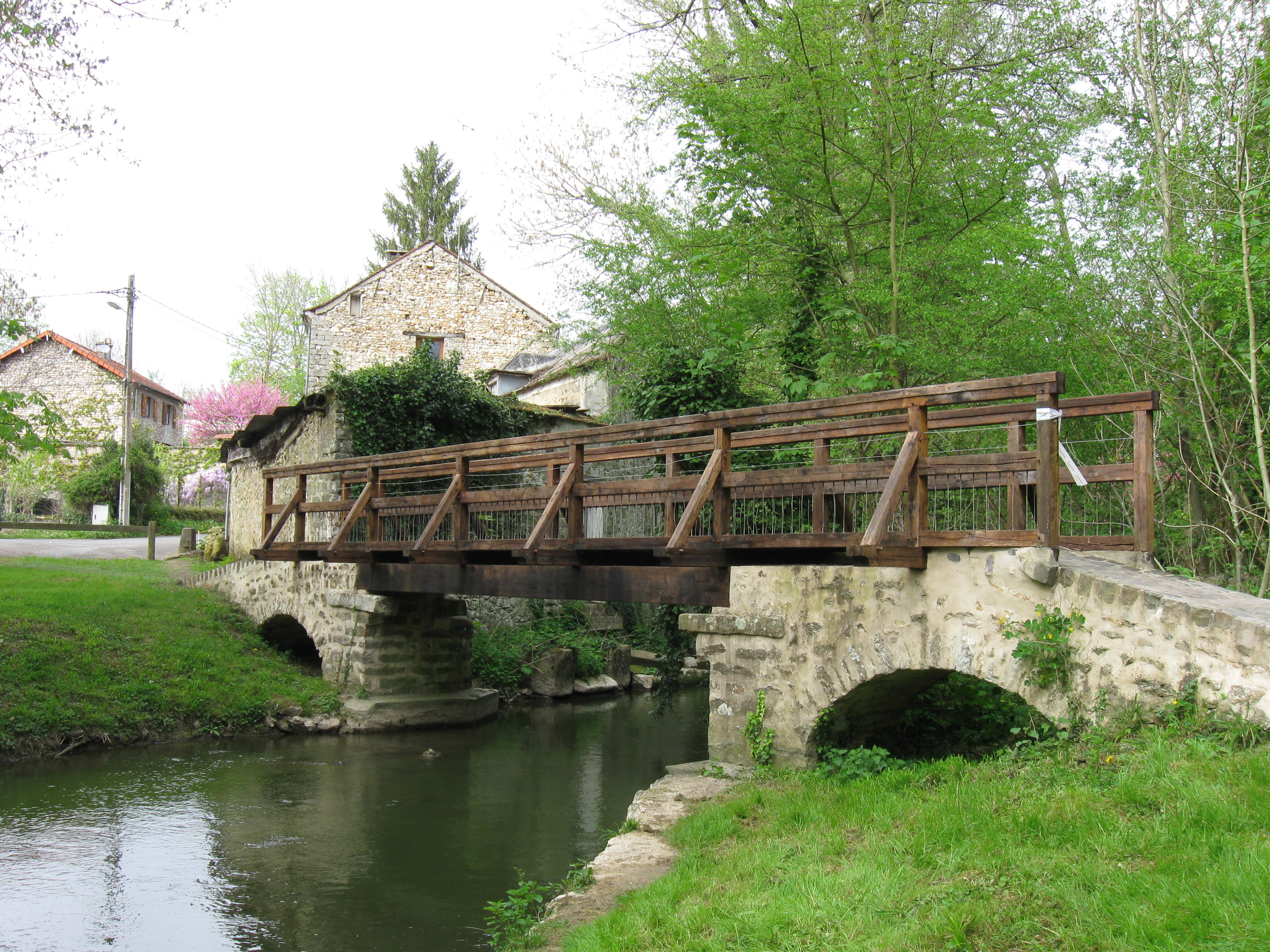
Pont de Maincy sobre l'Almont al límit entre les comunes de Maincy i Melun (departament Sena i Marne, regió Illa de França).

L'obra fa 58,5 cm d'alçada i 72,5 cm d'amplada. Es conserva al Museu d'Orsay de París.